# Wesley Zonneveld
Wesley Zonneveld (Haarlem, 17 juni 1992) is een voormalig Nederlands profvoetballer die speelde als doelman.

## Clubcarrière
Zonneveld speelde in de jeugd van FC Lisse. Als zevenjarige was hij doelman, maar later ging hij door als veldspeler. Vanaf het jaar dat hij in de C-jeugd speelde, stond hij weer onder de lat. Zonneveld speelde nog een paar jaar bij Lisse, maar in 2009 werd hij overgenomen door AZ, waarbij hij ging spelen in de A-jeugd. Twee jaar was de doelman actief in Alkmaar. Na het aflopen van zijn contract, tekende hij voor Telstar. Hij debuteerde op 30 september 2011 in een wedstrijd tegen PEC Zwolle. In deze wedstrijd kreeg doelman Stephan Veenboer in de zesentachtigste minuut bij een stand van 6–3 in het voordeel van Zwolle een rode kaart. Hierop koos coach Jan Poortvliet ervoor om aanvaller Johan Plat uit het veld te halen en Zonneveld als vervanger van Veenboer onder de lat te laten spelen. Door een gescoorde strafschop van Joey van den Berg won PEC Zwolle uiteindelijk met 7–3. In het seizoen 2015/16 kreeg hij onder coach Michel Vonk een vaste plek onder de lat toebedeeld, na een blessure van concurrent Cor Varkevisser. Dat seizoen werd hij verkozen tot keeperstalent van de Jupiler League.

## Clubstatistieken
| Seizoen | Club    | Competitie     | Competitie | Competitie | Beker | Beker | Internationaal | Internationaal | Totaal | Totaal |
| Seizoen | Club    | Competitie     | Wed.       | Dlp.       | Wed.  | Dlp.  | Wed.           | Dlp.           | Wed.   | Dlp.   |
| ------- | ------- | -------------- | ---------- | ---------- | ----- | ----- | -------------- | -------------- | ------ | ------ |
| 2011/12 | Telstar | Jupiler League | 1          | 0          | 0     | 0     | —              | —              | 1      | 0      |
| 2012/13 | Telstar | Jupiler League | 0          | 0          | 0     | 0     | —              | —              | 0      | 0      |
| 2013/14 | Telstar | Jupiler League | 5          | 0          | 0     | 0     | —              | —              | 5      | 0      |
| 2014/15 | Telstar | Jupiler League | 17         | 0          | 0     | 0     | —              | —              | 17     | 0      |
| 2015/16 | Telstar | Jupiler League | 33         | 0          | 0     | 0     | —              | —              | 33     | 0      |
| 2016/17 | Telstar | Jupiler League | 20         | 0          | 0     | 0     | —              | —              | 20     | 0      |
| 2017/18 | Telstar | Jupiler League | 0          | 0          | 0     | 0     | 0              | 0              | 0      | 0      |
| 2018/19 | Telstar | Jupiler League | 24         | 0          | 0     | 0     | 0              | 0              | 24     | 0      |
| Totaal  | Totaal  | Totaal         | 100        | 0          | 0     | 0     | 0              | 0              | 100    | 0      |